# Павлычев, Леонид Константинович
Леонид Константинович Павлычев (1927—1995) — советский слесарь, передовик производства. Герой Социалистического Труда (1974).

## Биография
Родился 5 апреля 1927 года в городе Нижний Новгород в семье рабочего.
С 1941 года после окончания шести классов, поступил учиться в Горьковское ремесленное училище № 35 и после его окончания в 1943 году стал работать слесарем в трамвайном депо № 2 города Горький. За высокие трудовые успехи и активное участие в общественной жизни Л. К. Павлычев был признан лучшим рационализатором и в 1970 году Указом Президиума Верховного Совета СССР был награждён Орденом Трудового Красного Знамени.
21 марта 1974 года Указом Президиума Верховного Совета СССР «за проявленную трудовую доблесть и большие успехи в выполнении планов 1973 года и принятых социалистических обязательств» Леонид Константинович Павлычев был удостоен звания Героя Социалистического Труда с вручением Ордена Ленина и золотой медали «Серп и Молот».
Помимо основной деятельности Л. К. Павлычев неоднократно избирался депутатом Нижегородского районного совета народных депутатов города Горького и председателем товарищеского суда.
С 1983 года на пенсии. Умер 3 августа 1995 года в Нижнем Новгороде. Похоронен на Новосормовском кладбище.

## Награды
- Медаль «Серп и Молот» (21.03.1974)
- Орден Ленина (21.03.1974)
- Орден Трудового Красного Знамени (1970)